# Nakajima C3N
Il Nakajima C3N, indicato anche aereo da ricognizione imbarcato Tipo 97 (九七式艦上偵察機?) in base alle convenzioni di designazione allora vigenti, fu un aereo da ricognizione imbarcato triposto, monomotore e monoplano ad ala bassa, sviluppato dall'azienda giapponese Nakajima Hikōki KK negli anni trenta e rimasto allo stadio di prototipo.

## Storia del progetto
Nei primi anni trenta la Marina imperiale giapponese emise una specifica per la fornitura di un nuovo modello da impiegare nella Dai-Nippon Teikoku Kaigun Kōkū Hombu, la sua componente aerea, in grado di compiere missioni di ricognizione dalle portaerei in dotazione alla flotta.
Per rispondere a tale esigenza l'ufficio tecnico della Nakajima iniziò uno sviluppo parallelo di un altro velivolo alle prime fasi di progettazione, l'aerosilurante Progetto K (che diverrà il Nakajima B5N), con il quale condivideva la maggior parte della struttura. Il modello, indicato dall'azienda come Progetto S, riproponeva l'aspetto generale del B5N, un monoplano ad ala bassa, monomotore, equipaggiato con lo stesso 9 cilindri motore radiale Nakajima Hikari raffreddato ad aria, di costruzione interamente metallica, dotato di lungo abitacolo triposto in tandem e con ali ripiegabili verso l'alto per favorire le operazioni di stivaggio all'interno della portaerei. A differenza del progetto gemello si preferì utilizzare un carrello d'atterraggio fisso, con elementi anteriori carenati integrati da un ruotino posto sotto la coda. L'armamento previsto era costituito da una singola mitragliatrice calibro 7,7 mm posta in caccia a disposizione del pilota più una pari calibro montata su supporto brandeggiabile in dotazione al mitragliere posizionato nell'ultima postazione.
Presentato il progetto nel 1935, la Nakajima ottenne l'autorizzazione dalle autorità militari della Marina imperiale alla costruzione di due prototipi da avviare alle prove di valutazione.
Il primo dei due esemplari venne completato nell'ottobre 1936, e dopo aver completato la fase di collaudo acquisendo la certificazione per operare dalle portaerei il modello venne ufficialmente adottato con la denominazione "lunga" aereo da ricognizione imbarcato Tipo 97, venendo inoltre identificato C3N-1 nel sistema di designazione "corto". Benché lo avesse considerato rispondente alle esigenze di servizio, la Marina imperiale non emise alcun ordine di fornitura successivo e il modello rimase realizzato in due soli esemplari.

## Impiego operativo
Nel corso del 1937 i due C3N-1 realizzati vennero inviati in Cina per valutarne le caratteristiche in ambito operativo, ed impiegati nei primi mesi della seconda guerra sino-giapponese in missioni di ricognizione aerea nelle regioni di Hankou e Shanghai appoggiandosi a basi terrestri.

## Utilizzatori
Giappone
- Dai-Nippon Teikoku Kaigun Kōkū Hombu